# Геокаликсовые
Геокаликсовые (лат. Geocalycaceae) — семейство Печёночников из порядка Юнгерманниевые.

## Описание
Мхи средних и крупных размеров. Листья цельные или двухлопастные, прикреплены к стеблю под углом, расположены очерёдно или почти супротивно. Гаметангии могут располагаться на разных растениях, одном растении, но на разных ветвях, или на одной ветви, с антеридиями, обычно находящимися ниже и вокруг архегоний. Коробочка от яйцевидной до цилиндрической, её стенка 2—5 слойная.

## Классификация
В зависимости от строения периантия, типа ветвления, числа слоёв стенки коробочки, расположения ризоидов и типа бесполого размножения семейство разделено на три подсемейства: Geocalycoideae, Leptoscyphoideae и Lophocoleoideae. Род Harpanthus, относимый ранее к этому семейству, выделен в самостоятельное монитипическое семейство Harpanthaceae.
Включает следующие роды:
- Amphilophocolea
- Anomylia
- Anthoscyphus Trevisan, 1877
- Campanocolea
- Conoscyphys Mitt.
- Cyanolophocolea
- Gamochaetium Trevisan, 1877
- Geocalyx Nees
- Physotheca
- Pleuranthe
- Schiffnerina O.Kuntze, 1903
- Stolonophora
- Sykorea Corda, 1829